# Primož Štrancar
Primož Štrancar, slovenski gorski kolesar, * 16. september 1972, Ajdovščina.
Primož Štrancar je za Slovenijo nastopil na Poletnih olimpijskih igrah 2000 v Sydneyju, kjer je nastopil v krosu in osvojil 37. mesto. 